# Novena
Novena – stacja podziemna Mass Rapid Transit (MRT) na North South Line w Singapurze. Stacja znajduje się w Novena.